# Monumento al Remero

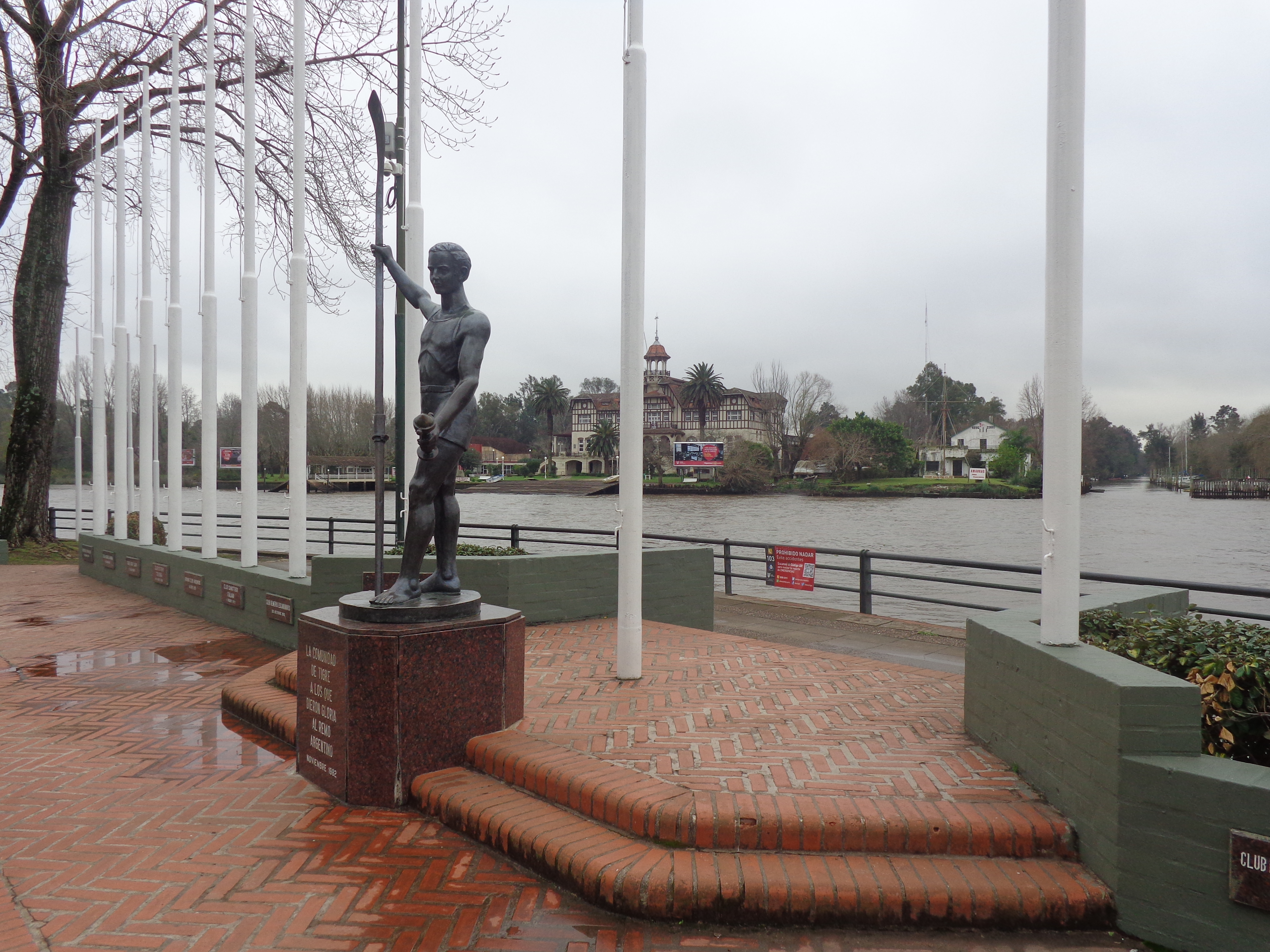
"Monumento al Remero", junto a las placas de los clubes de remo.

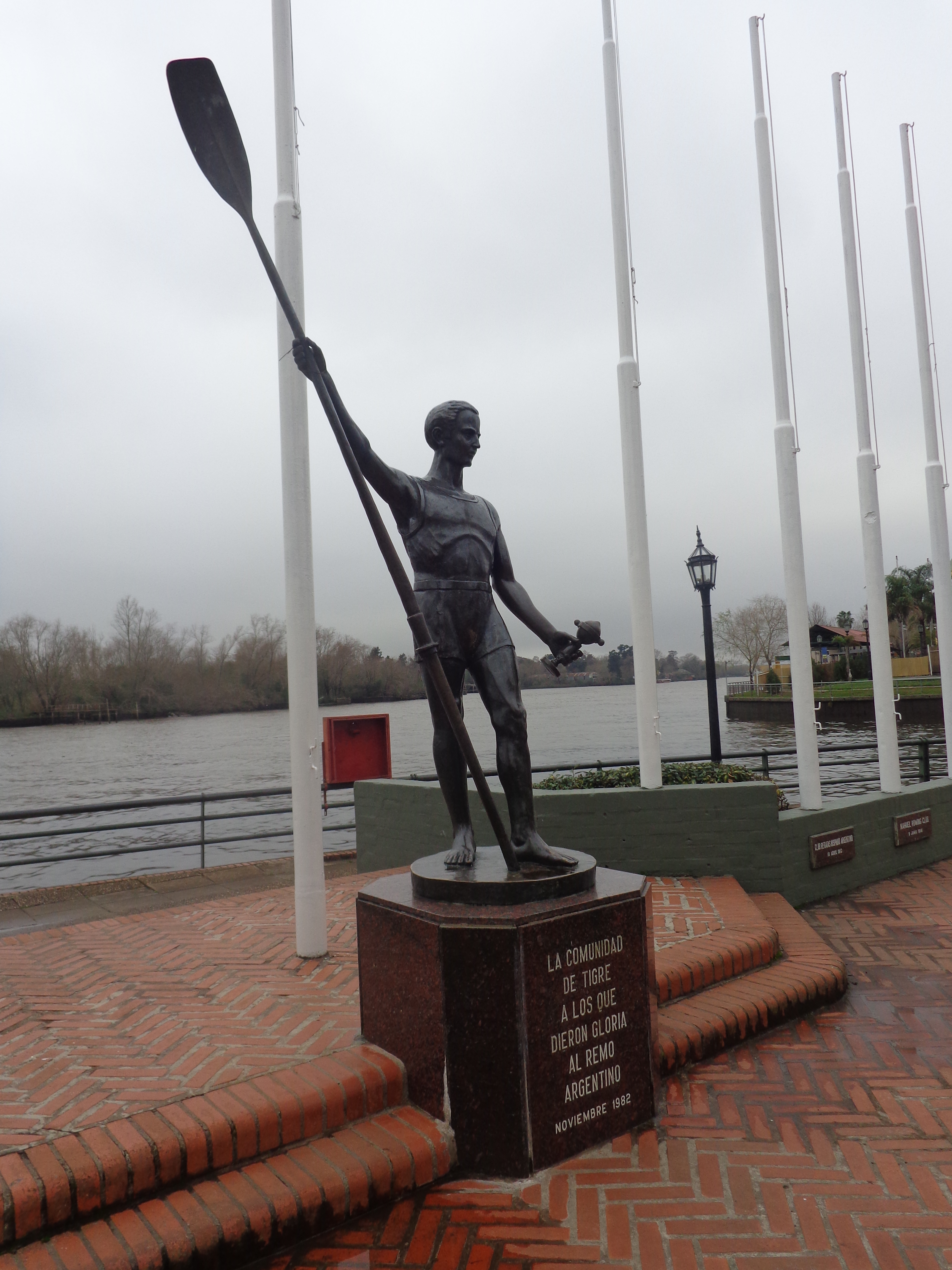

El "Monumento al Remero" se encuentra en la ciudad de Tigre, donde confluyen los ríos Tigre y Luján en la Provincia de Buenos Aires, Argentina.

## Historia
Por iniciativa del entonces intendente de la ciudad de Tigre, Ricardo Ubieto, el 21 de noviembre de 1982 fue inaugurado en la esquina de las calles Lavalle y Paseo Victorica, que coincide con la cercanía de la confluencia del Río Tigre con el río Luján.

## Descripción y características
Simboliza a los remeros que dieron gloria a la Argentina en este deporte en distintos lugares del mundo y que, en su origen, fueron socios de las instituciones que se encuentran a lo largo de la costa de la ciudad de Tigre.
En el frente de la obra, en la base de la misma se encuentra escrito: 

La Comunidad de Tigre a los que dieron gloria al remo argentino. Noviembre 1982

### Placas de los 15 clubes históricos
En la base del monumento hay una placa y una bandera para cada uno de los 15 clubes históricos de remo del Delta del Paraná.
Los remos que pertenecen a los clubes representados son estos:

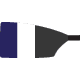
Buenos Aires Rowing Club.
Tigre Sailing Club.
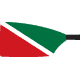
Club Canottieri Italiani.
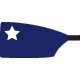
Club de Remo Teutonia.
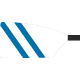
Club Náutico Hacoaj.
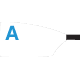
Club de Regatas América.
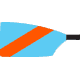
Club de Regatas Hispano Argentino.
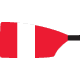
Club Regatas La Marina.
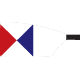
Club de Regatas L'Aviron.
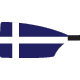
Club de Remeros Escandinavos.
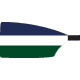
Club San Fernando.
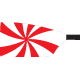
Club Suizo de Buenos Aires.
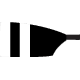
Nahuel Rowing Club.
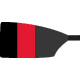
Rowing Club Argentino.
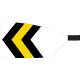
Tigre Boat Club.